# Шальников, Александр Иосифович
Александр Иосифович Ша́льников (27 апреля [10 мая] 1905, Петербург — 6 сентября 1986, Москва) — советский физик. Академик АН СССР (1979). Лауреат трёх Сталинских премий (1948, 1949, 1953) и Государственной премии СССР (1985).

## Биография
Отец, Иосиф Миронович (Меерович) Шальников (1875, Двинск — 1941, Ленинград), был кандидатом коммерческих наук, после окончания Рижского политехнического института служил бухгалтером на заводах и банковских предприятиях (завод «Малкиель», завод «Вестингауз»). После 1917 года он продолжил работу в том же качестве на предприятиях Ленинграда. Умер в декабре 1941 года в блокадном Ленинграде. Мать, Цецилия (Цирля) Исааковна Траубе (1872, Режица — 1960, Москва) — зубной врач частной практики.
Александр Иосифович Шальников родился в Санкт-Петербурге 10 мая 1905 года. В 1914 году поступил в реальное училище при приюте Ольденбургского. Вот что писал Б. Н. Лосский про его поступление в это заведение:

…Обращаясь к дореволюционному времени, не могу не отметить одного из главных, на мой взгляд, факторов, лёгших в основу душевного строя и мировоззрения моего друга. Когда году в 1915-м Шуре пришло время поступить в среднее заведение, выбор (не скажу, чтоб удачный) его родителей пал не на частное, а на казённое, находившееся недалеко от их дома училище принца Ольденбургского. Поступить туда ему удалось (несмотря на успешно сданные экзамены) только после многих и, должно быть, унизительных мытарств, связанных с существовавшей в то время «процентной нормой» для евреев. И всё это, в общем-то, чтобы попасть в реакционную школьную среду, да ещё в пору ура-патриотизма Первой мировой войны. Эти обстоятельства, по его собственному признанию, явились в значительной мере исходной точкой его резкой неприязни к старому режиму, а заодно и к тесно с ним связанному господству официальной религии. Отсюда естественным порядком и пошла его жажда общественной справедливости и — более косвенно — приверженность к материализму…
С новыми товарищами <…> и вообще со сложившейся до него жизнью класса, а вскоре и соседних классов, Шура сошёлся необычайно быстро или, вернее, вошёл в самую сердцевину «школьной общественности». Школьную науку он одолевал с настойчивым стремлением всё понять и усвоить во всех деталях. Живость его характера стяжала ему большую популярность.
— Б.Н. Лосский // Александр Иосифович Шальников. Очерки, воспоминания, материалы. — СПб.: Наука, 1992 — С. 8-15
В 1918 году перевёлся в 51-ю советскую школу и окончил её в 1922 году. В 1922—1924 годах работал лаборантом в той же школе.
В 1923 году поступил на физико-механический факультет Ленинградского политехнического института, который окончил в 1928 году со званием инженера-физика.
В 1923—1935 годах работал в Ленинградском физико-техническом институте. В это время Шальников занимался исследованием процессов испарения и конденсации веществ в высоком вакууме. Александр Иосифович посвятил много времени разработке и совершенствованию различных физических приборов — счётчиков фотонов (квантов света), иконоскопов, электронографов и вакуумной аппаратуры. Коллеги отмечали блестящие способности Шальникова как экспериментатора и изобретателя, его стремление к завершению работы только после получения полностью воспроизводимого физического явления и работающей аппаратуры.
С 1935 года перешёл на работу в институте физических проблем АН СССР, куда его пригласил Пётр Леонидович Капица ещё при организации нового института. Официально — был откомандирован туда Наркомтяжпромом. В том же году был утверждён ВАКом в звании действительного члена института, а в 1937 году — была присвоена степень доктора физико-математических наук без защиты диссертации. В ИФП Александр Иосифович занимался проблемами низких температур, физики сверхпроводников, жидкого и твёрдого гелия. Ещё в 1938 году он наблюдал существенное повышение критической температуры сверхпроводящих металлических плёнок. В 1946 году Александр Иосифович был избран членом-корреспондентом АН СССР. Также в 1947—1955 годах был выполнен ряд исследований, помогающих решить проблемы государственного значения, за которые учёный был удостоен трёх Сталинских премий — в 1948, 1949 и 1953 годах. В частности, за разработку и осуществление технологии антикоррозионного покрытия плутония в группе разработчиков первой советской ядерной бомбы в октябре 1949 года секретными указами правительства Шальников был награждён орденом Трудового Красного Знамени и Сталинской премией II степени.
В 1955 году подписал «Письмо трёхсот».
В 1956 году при активном участии Шальникова был организован журнал «Приборы и техника эксперимента» (недоступная ссылка), его редактором Александр Иосифович оставался до конца своей жизни.
С начала 1960-х годов Шальников оказывал помощь врачам-хирургам, разрабатывая тонкие, но простые и надёжные в использовании инструменты для проведения операций с помощью замораживания тканей. В то же время учёный провёл цикл работ по исследованию свойств гелия. С целью изучения твёрдого состояния вещества Александр Иосифович разработал новую методику по выращиванию рекордных по чистоте кристаллов гелия, которая впоследствии стала классической и послужила основой для всех дальнейших исследований. За цикл работ по изучению кристаллического гелия Президиум АН СССР наградил Шальникова Золотой медалью имени П. Н. Лебедева, высшей наградой для физика-экспериментатора в СССР.
В 1979 году А. И. Шальников был избран академиком АН СССР.
Александр Иосифович вёл постоянный семинар для студентов МГУ. В 1946 году вошёл в состав первого учёного совета физико-технического факультета МГУ. С 1950 года занимал должность заместителя заведующего кафедрой общей физики МФТИ, где, под руководством Петра Леонидовича Капицы, занимался организацией физических лабораторий, демонстрационного кабинета и созданием физического практикума.
Был женат, имел двоих детей.

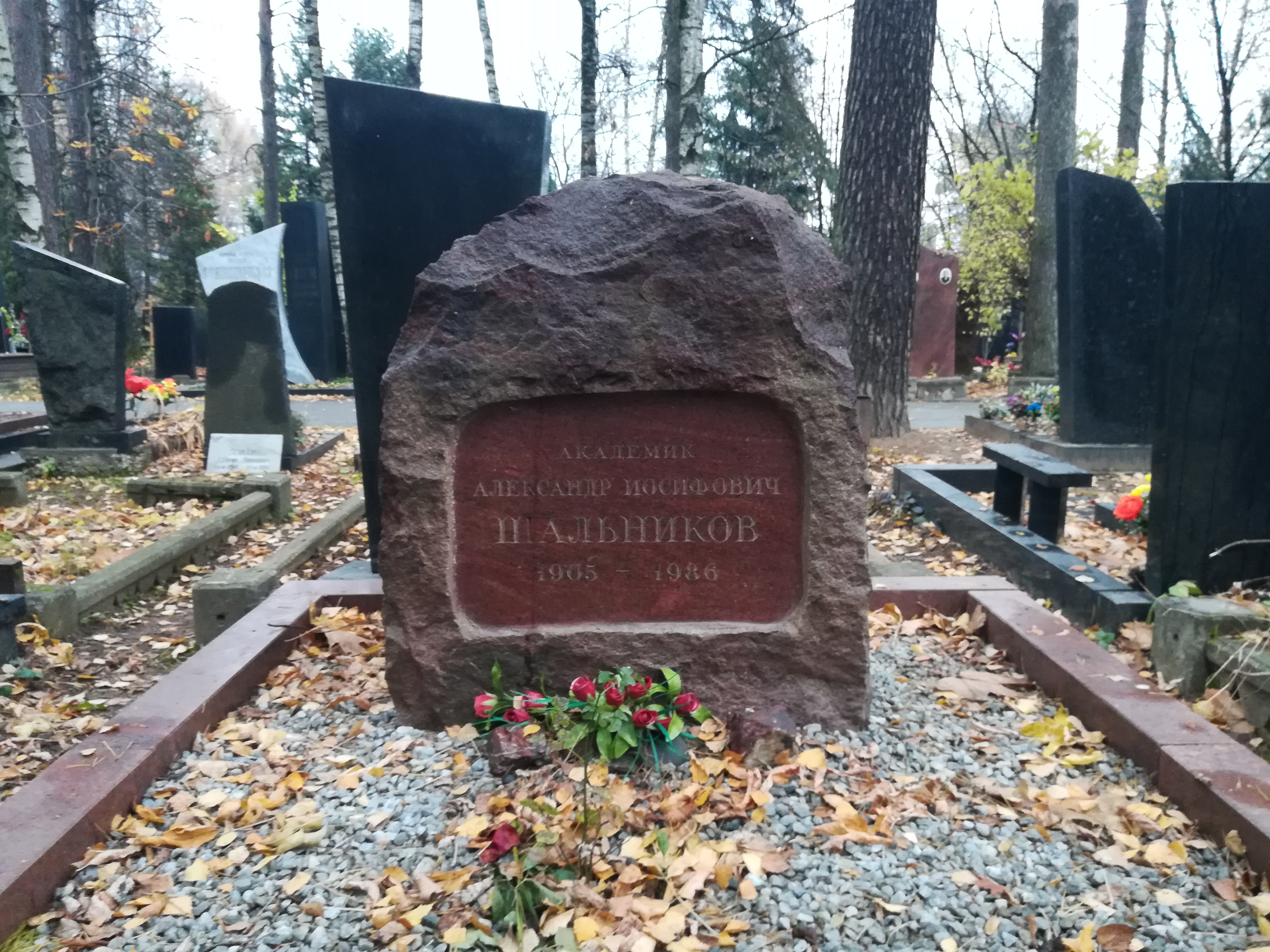
Могила Шальникова

Умер 6 сентября 1986 года в Москве. Похоронен на Кунцевском кладбище.

## Семья
- Жена — Ольга Григорьевна Шальникова (урождённая Кваша), дочь журналиста и переводчика, горного инженера Григория (Герша) Иосифовича Кваши, сестра Лидии Григорьевны Кваши (1909—1977), геолога и петрографа, учёного в области метеоритики комитета по метеоритам АН СССР[6].
  - Дочь — Наталья Александровна Тихомирова, кандидат физико-математических наук.
  - Дочь — Татьяна Александровна Патера, филолог-славит, Монреаль.

## Награды и премии
- два ордена Ленина (19.9.1953; 8.5.1985)
- пять орденов Трудового Красного Знамени (10.6.1945; 29.10.1949; 4.1.1954; 11.9.1956; 17.9.1975)
- орден «Знак Почёта» (30.04.1943)
- медали
- Сталинская премия второй степени (1948) — за экспериментальные исследования сверхпроводимости, результаты которых изложены в статьях: «Структура сверхпроводников в промежуточном состоянии» и «Поверхностные явления у сверхпроводников в промежуточном состоянии» (1946—1947)
- Сталинская премия второй степени (1949) — за разработку и осуществление технологии антикоррозионного покрытия плутония
- Сталинская премия второй степени (1953) — за разработку и промышленное освоение методов выделения и переработки трития после испытания термоядерной бомбы РДС-6
- Государственная премия СССР (1985) — за разработку и внедрение в клиническую практику методов и техники для криодеструкции злокачественных новообразований
- Золотая медаль имени П. Н. Лебедева АН СССР (1972) — за цикл работ по исследованию кристаллического гелия